# Libro de buen amor
El libro de buen amor (en català El llibre del bon amor) és l'obra més coneguda de l'arxipreste d'Hita, un dels escriptors del mester de Clerecia castellà. Redactat originalment en dues versions, el 1330 i el 1343, constitueix un exemple de biografia amorosa que recull els clàssics grecollatins, anècdotes personals de l'autor (reals o inventades) i la moral cristiana. La barreja i varietat de gèneres fan que sigui una obra difícil de classificar i interpretar, ja que existeix el dubte de si la funció principal del llibre és didàctica (ensenyar, a partir de mals exemples d'amor, quin és el correcte, com proclama el narrador) o paròdica (esquivar la censura religiosa per mostrar passatges còmics o sexuals). Al fil principal s'uneixen històries, cançons, poemes i discursos en boca d'altres personatges que compliquen encara més destriar l'autèntic sentit del llibre.

## Argument
L'autor narra els diversos partits amorosos amb dones de diverses condicions, moltes vegades ajudat per una alcavota, Trotaconventos, per acabar desenganyat de l'amor carnal. Cada episodi acaba amb un exemplum per subratllar l'aprenentatge que s'ha endut el protagonista. Després de trobar-se amb l'Amor en persona, el protagonista continua els seus intents de conquesta, ara amb més èxit.

## Influències
El llibre fa una paràfrasi o cites directes a diverses fonts. D'una banda, usa els clàssics, com Ovidi, a través del seu Ars amandi i les derivacions posteriors. Isop és l'origen d'alguns exempla, que també beuen dels contes tradicionals àrabs. La Bíblia hi apareix en diverses ocasions, sovint parodiada sota una de les dones. Plató i Aristòtil són invocats com a autoritats en alguns passatges.
D'altra banda, usa llibres de moda a la seva època, com el Pamphilus de amore (segle XII) que apareix en l'episodi de Doña Endrina, cites del Llibre d'Aleixandre, els poemes trobadorescos d'amor cortès o els poemes picants dels goliards. Les odes a Maria, mare de Jesús, eren un gènere popular medieval, així com els sermons o els debats. Resulta clara la influència dels joglars en l'estil i les interpel·lacions al públic i les cançons de gesta apareixen reflectits en la batalla de Doña Cuaresma.

## Temes
El tema principal és la contraposició entre el bon amor (espiritual) i el foll amor (carnal). Aquest acaba sempre malament, ja que comet un pecat, com prova la mort de Trotaconventos (es repetirà en la seva hereva, la Celestina). Malgrat tot, el protagonista manté una actitud vitalista i optimista, celebrant el carpe diem.
Un altre objectiu del llibre és fer un catàleg de tipus socials (costumisme), present en les diverses històries amoroses, que cobreixen tots els estrats de la societat medieval, incloent-hi la incipient burgesia.
Els diners apareixen ridiculitzats com a causa de problemes, un tema que serà recurrent fins al barroc (com prova per exemple la poesia de Francisco de Quevedo). Aquests problemes inclouen la corrupció moral dels eclesiàstics, una crítica que anirà creixent amb el pas del temps a tot Europa fins a desembocar en el protestantisme, i les dificultats per triar parella en el cas dels pobres.
El tema de la mort trenca amb l'optimisme burlesc de tot el llibre. Hi ha tres morts, però només la de Trotaconventos provoca un gran dolor (s'inclou una elegia tot i que després es recupera el to humorístic). La mort és el final de tot, en contra de la visió medieval que sostenia que la vida era patiment i la mort un alliberament que permetia anar a un món millor. Així, esdevé el revers de l'amor, que és vida, la qual sempre és massa breu (tòpic literari que tindrà una gran acceptació, juntament amb el de la vanitat d'acumular béns materials davant la seguretat de la mort).

## Estil
Com altres obres del mester de Clerecia, usa el vers de catorze síl·labes, en una estrofa anomenada cuaderna vía. Però com que interposa fragments de la literatura culta i popular, hi ha varietat mètrica, que sovint va associada a un canvi de registre incorporant la llengua col·loquial quan s'escau. El mateix autor afirma que intenta conrear tots els gèneres de la poesia en una mateixa obra.
Com a clergue, Juan Ruiz té un vocabulari ampli, com demostra per la varietat de sinònims acumulats, així com coneixement de la retòrica clàssica, que usa tant a la veu principal com als personatges intercalats. El to irònic general permet narrar escenes que, d'altra banda, podrien resultar de mal gust per als seus lectors. Aquesta ironia accentua el realisme en la descripció de tipus i institucions.
L'al·legoria, com a recurs estilístic típicament medieval, impregna tota l'obra, amb personatges que tenen noms que simbolitzen sentiments o períodes. Destaca per acabar, l'abundància de refranys, aforismes i frases fetes, especialment als diàlegs.

## Manuscrits
L'obra s'ha conservat en tres manuscrits: el manuscrit S, trobat a Salamanca (el més pur), el G i el T (aquests dos últims conservats per la Real Academia Española). El primer és la còpia més tardana (segle XV) i mostra la popularitat d'una obra que continuà difonent-se molt després de la seva composició.
Diversos fragments del Libro de buen amor apareixen en un manuscrit que en seria la versió en portuguès, a algunes cròniques històriques i en plecs que venien de forma independent els episodis més coneguts (alguns daten de ben entrat el segle xvi).